# 近藤毬生
近藤 毬生（こんどう まりな）は、日本のクラシック音楽のピアニスト。桐朋学園大学の大学院修士課程修了。神奈川県小田原市出身 。

## 経歴
1歳の頃から一音会ミュージックスクールに通い絶対音感の教育を受ける。3歳からはピアノを始め、作曲や声楽を学んだ。ピアノを芦田くみ、大井和郎に師事。また、エリザベス・プリドノフ、ロルフ・プラッゲからの指導を受ける。神奈川県立相模原中等教育学校を卒業後は、桐朋学園大学でピアノを専攻。在学中は、小森谷泉、高田匡隆に師事した。ロシア留学中には、モスクワ音楽院でアレクサンドル・ストルコフ、アレクサンドル・ムンドヤンツから受講。室内楽を小森谷泉、鷹羽弘晃に師事した。 
2017年9月3日、大学2年の在学中に初のソロリサイタル「オール・リスト・プログラム」を日暮里サニーホールで開催。得意とするフランツ・リストの演奏を披露した。 以来、2024年現在までに10公演を超えるソロリサイタルを都内で開催している。 
桐朋学園大学大学院ピアノコース・研究領域へ進学後は「F.リストによるワーグナー作品の編曲手法とその演奏効果」の論文で修士を修了。 
2024年9月15日には、デビュー・アルバム「オーベルマンの谷 初稿」をリリースした。この初稿は、国内外での録音が珍しく演奏されることも極めて少ないため貴重な資料といえる。
他にも、日本クラシック音楽コンクールの審査員を務めている。

## クラシック音楽以外での活動
ポピュラー音楽の編曲や楽曲提供やサポート演奏も行い、クラシックに限らないオールジャンルの活動をしている。ロックバンドやアイドルグループのサポート演奏もしている。 
絶対音感による採譜、譜面作成を行なっている。
2022年10月にはNHK学園オープンスクール、2022年10月および2023年4月にはよみうりカルチャーで作曲講座の講師を務めた。
ラジオ番組へのゲスト出演も多数ある。そのトークは好評を得ている。

## 趣味
HERZのハードダレスバッグや、Orient Starの時計といったメンズアイテムを愛用している。
学生時代は茶道部の部長だった。裏千家では初級の3つの許状を取得している。また声楽とホルンを副科で受講し、バンドではボーカルを務め、オーケストラではホルンを吹いている。
音楽はメタルを好む。

## 受賞歴
- 2012年：第2回日本ベートーヴェンコンクール中学生の部第2位

- 2015年：日本ピアノ研究会第11回オーディション専門部門南関東グランプリ及び横浜市長賞を受賞

- 2017年：東京国際芸術協会第66回新人演奏会出演[8]

- 2019年：Ⅱ. Danubia Talents Liszt International Music Competition(イタリア)第3位

- 2021年：Franz Liszt Center International Piano Competition (スペイン)第3位

- 2021年：International Moscow Music Competition (ロシア)第2位

## ディスコグラフィ

### アルバム
- オーベルマンの谷 初稿(2024年9月15日)KOMA-10001(キングインターナショナル)
『旅人のアルバム』 S.156より
1. オーベルマンの谷（初稿）
『巡礼の年 第1年 スイス』 S.160より
2. 第1曲 ウィリアム・テルの聖堂
3. 第4曲 泉のほとりで
4. 第5曲 嵐
5. 第9曲 ジュネーヴの鐘
6. 第6曲 オーベルマンの谷（第2稿）
[ボーナス・トラック]
7. オーベルマンの谷 - (Ossia第2稿より)